# Edificio Carrión
L'Edificio Carrión (conosciuto anche come Edificio Capitol) è uno dei palazzi più noti della Gran Via di Madrid.
Situato sulla piazza del Callao, il suo profilo architettonico è caratteristico della via, tanto da diventare il simbolo delle celebrazioni per il centenario della Gran Via. Ideato come spazio multiuso, al momento della sua inaugurazione l'edificio ospitava uffici, un caffè e il cinema Capitol.

## Galleria d'immagini

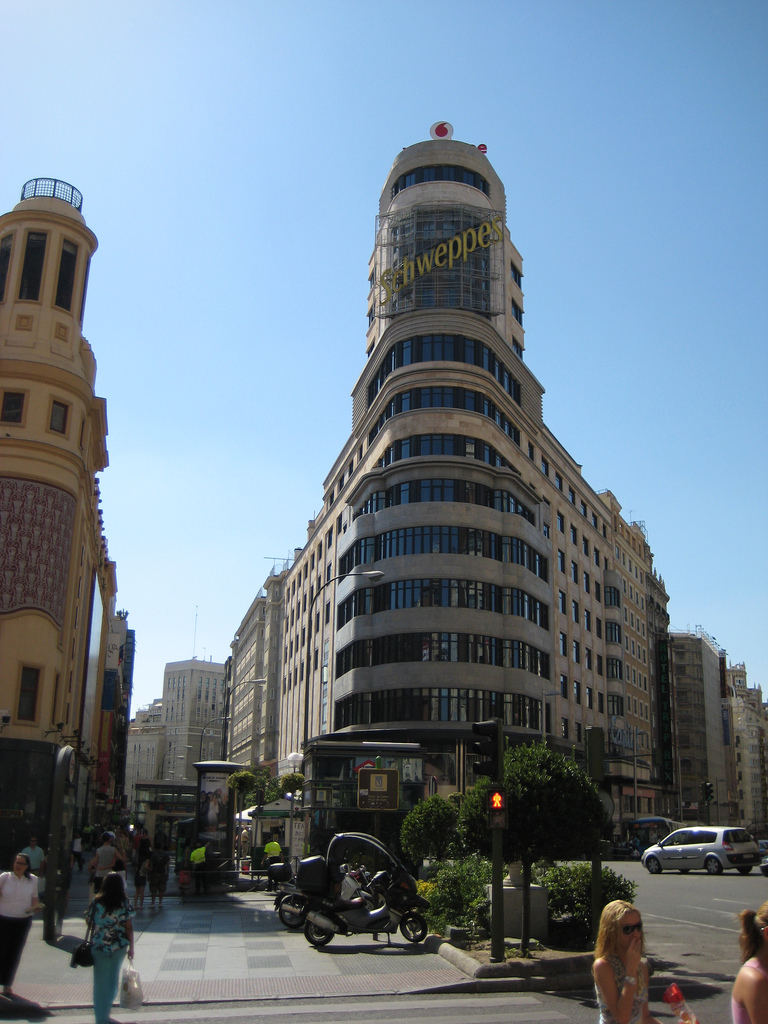
L'edificio sulla plaza del Callao
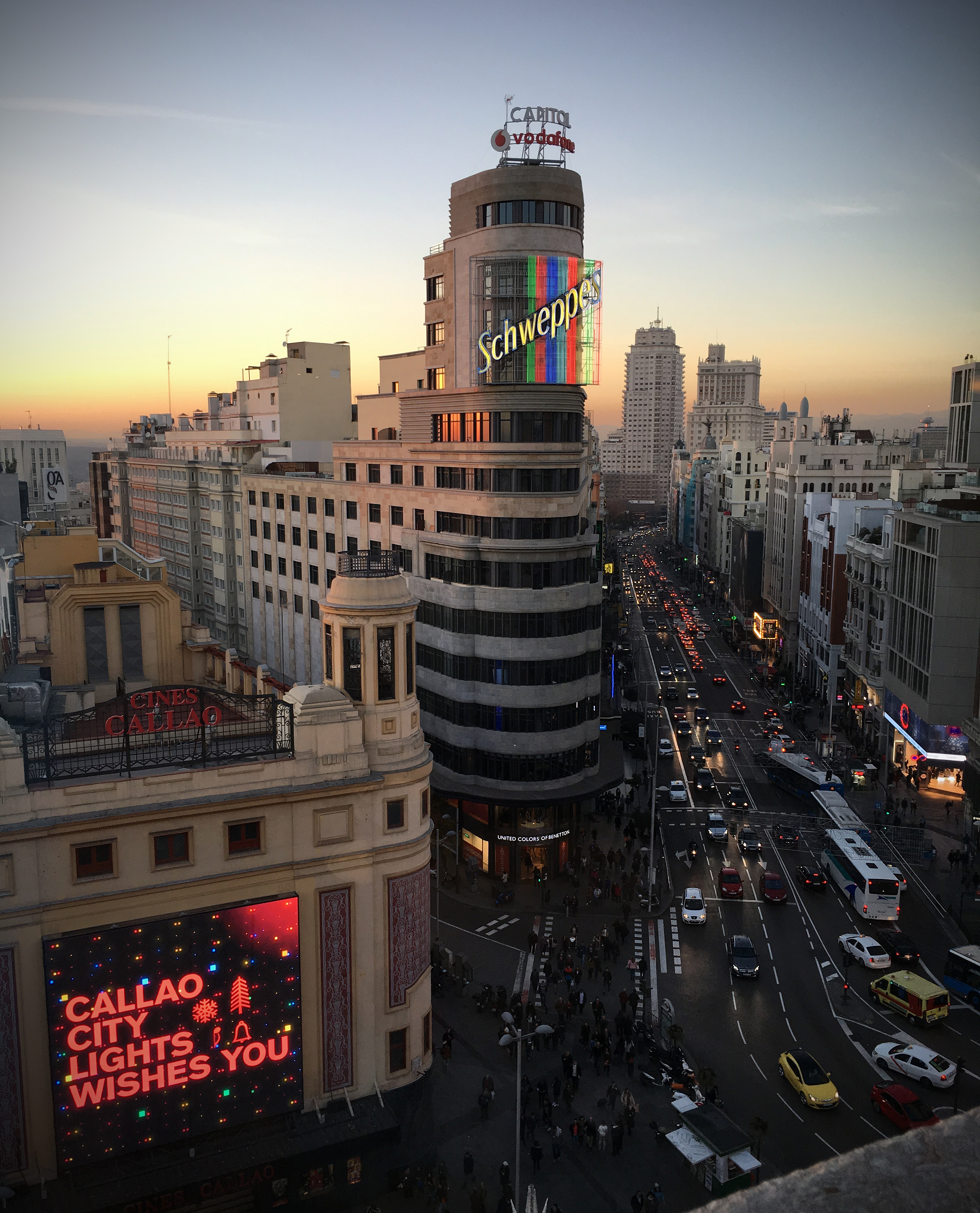
Profilo del palazzo al tramonto